# Zeta Sagittarii
Zeta Sagittarii (ζ Sgr, Ascella) – gwiazda w gwiazdozbiorze Strzelca, odległa o około 88 lat świetlnych od Słońca.

## Nazwa
Gwiazda ma tradycyjną nazwę Ascella, która pochodzi z łacińskiego wydania Almagestu z 1515 roku i oznacza „pacha”. Nazwa ta odpowiada jej położeniu w wyobrażonej postaci Strzelca. Międzynarodowa Unia Astronomiczna w 2016 roku formalnie zatwierdziła użycie tej nazwy dla określenia jaśniejszego składnika tej gwiazdy.

## Charakterystyka obserwacyjna
Jest to trzecia co do jasności gwiazda gwiazdozbioru. Jej obserwowana wielkość gwiazdowa to 2,60 m, a wielkość absolutna jest równa 0,44m.
Zeta Sagittarii jest gwiazdą podwójną, której składniki, odległe o 0,6 sekundy kątowej, indywidualnie mają wielkość gwiazdową 3,27 i 3,48m. Na niebie towarzyszy im także gwiazda o wielkości 10,63m, oddalona od bliskiej pary o 71,6″ (pomiar z 2013 roku). Ruch własny i paralaksa tych gwiazd bardzo się różnią, a ich sąsiedztwo jest przypadkowe.

## Charakterystyka fizyczna
Układ tworzy para gwiazd ciągu głównego o typie widmowym A. Jej składniki bywały także klasyfikowane jako olbrzym i podolbrzym, ale to nie odpowiada ich stanowi ewolucyjnemu. Okres orbitalny systemu to 21,075 roku, średnio dzieli je 13,4 au, ale na skutek ekscentryczności orbit odległość zmienia się od 10,6 do 16,1 au.
Składniki mają jasność odpowiednio 31 i 26 razy większą niż jasność Słońca i temperatury oceniane na 9000 i 8500 K. Ich masy obliczono na 2,2 i 21 masy Słońca.